# Fehér mustár
A fehér mustár, más néven angol mustár vagy fehér repce (Sinapis alba) a káposztafélék (Brassicaceae) családjába tartozó növényfaj. Nyugat-Ázsiából és a mediterrán térségből származik. Több földrészen termesztik, Magyarországon is nagy területen. Magja jelentős fűszeralapanyag.

## Megjelenése
Egyéves, 50–80 cm magasra nő, levelei szórt állásúak, szárnyasan hasogatottak. Hajtásai szőrösek. Virágzata sátorozó fürt, virága sárga. Termése 3-6 magot tartalmazó becő. Magjai sárgák.

## Felhasználása
Magyarországon főleg a fehér mustár magját használják fel a mustárpép készítéséhez, más országokban a szareptai mustárt (Brassica juncea) is, ennek íze kissé a tormára emlékeztető.
Olaját is felhasználják. 
Magja nyálkaanyag tartalma miatt enyhe hashajtó hatású; ezen kívül antibakteriális, antivirális, étvágygerjesztő, szélhajtó, emésztést segítő, vízhajtó, hánytató és nyálkaoldó hatása van.

## Hatóanyagai
Mustárglikozidok, illóolaj, zsírosolaj, nyálkaanyag; erukasav-tartalma kedvezőtlen jellemzője.